# 金西守備大隊
金西守備大隊，為中華民國陸軍曾經駐守於金門地區的陸軍部隊，曾經編配在陸軍金門防衛指揮部，目前已和金東守備大隊合併為金門守備大隊。隊名「班超部隊」。前身為陸軍步兵第一二七師

## 沿革

### 抗戰時期
- 1937年8月23日，成軍於廣東，前身原為六三軍。抗戰及戡亂時主要都在華東地區作戰。

### 戡亂時期
- 1948年，徐蚌會戰碾莊戰役時，與另一支粵軍部隊第六四軍(劉鎮湘部)同屬黃百韜的第七兵團指揮。結果卻因掩護友軍第四四軍(王澤浚部)西進，而被共軍包圍在宿遷窯灣一帶。在1948年11月11日被共軍殲滅，軍長陳章陣亡。也因為此役該部被封為「忠義之師」。六三軍之後在廣東再度重建，轉進至海南島之後又與陸軍海南防衛司令部一同撤至台灣。
- 1951年，陸軍第六三軍殘部併入陸軍第六二軍一部，縮編為陸軍步兵第六三師。
- 1952年，以陸軍步兵第六三師為主與陸軍步兵第一四七師之一部合併整編為陸軍步兵第二七師。
- 1956年6月，駐防苗栗，10月參加「光復演習」雙十國慶閱兵
- 1958年，駐防金門金東守備師，參加金門八二三砲戰，戰績卓著。
- 1959年，改編為前瞻師，前瞻師每師編制約11353人，輪調外島兵力撥補目標平均在九成以上。其編制上有三個團(九個步兵營)。砲兵指揮部砲兵營擴編為四個（三個一〇五榴砲營與一個一五五榴砲營）。師砲兵砲指部砲兵營番號以其師之番號乘4賦予，數字最大營即為一五五榴砲營。師砲兵的砲兵營建制火砲為十二門。
- 1961年6月，駐防馬祖，分遣二七師八〇團駐守白犬島。
- 1962年6月下旬，防區奉令加強戰備，步兵第八四師之二五一團接防白犬島防務,原二七師八〇團調往南竿島。
- 1963年6月，駐防台南縣新化鎮。
- 1965年6月，移防澎湖縣。
- 1967年6月，移防台南新化知母義營區。
- 1969年，實施「嘉禾案」，改制為陸軍野戰重裝步兵師，編制約10500人。
- 1969年5月，與烈嶼的陸軍步兵第第五八師換防，陸軍步兵第二七師駐防金門烈嶼。
- 1970年12月，移防桃園縣楊梅鎮高山頂營區。
- 1973年，移防金門金西。
- 1975年6月，移防金門南雄
- 1975年7月，移防桃園下湖。
- 1976年，改番號為陸軍步兵第一二七師。
- 1976年8月，移防臺北關渡(首都衛戌師)。
- 1978年，執行「與漢三號演習」，移防金門金西。
- 1979年6月，與烈嶼的陸軍步兵第一五八師換防，陸軍步兵第一二七師駐防烈嶼至1980年6月。
- 1980年9月，與台南新化陸軍步兵第三三三師換防，陸軍步兵第一二七師移防回台灣，師部進駐虎頭碑。
- 1982年9月，執行「武昌演習」，陸軍步兵第一二七師再度啟程移防金門金西。
- 1983年年中，國軍停止師移防，從此陸軍步兵第一二七師就常駐金西幾乎就是金西師的代名詞。(1983年年中移防制度的改變，停止師移防，取而代之的就是營移防，這就是代號「陸鵬演習」的時代開始。從72年年中到74年年中短短的2年，營移防也停止了。)
- 1984年1月開始，金門的重裝師分兩梯次減編、減裝為「外島步兵師」，師編制約8600人。原有師屬支援指揮部縮編為支援營，轄下各營縮編為連；戰車營裁編。因應金中守備師後撤回台陸軍步兵第一二七師第三七九旅移駐原金中師師部成立小徑旅，接守原金中師防區(並具續延用金中師三角識別符號)、湖南旅(第三八一旅)不變。東坑旅裁撤，三八〇旅移往双乳山新成立中山旅。珠山旅移轉給陸軍步兵第一五八師第四七四旅。

### 精實時期
- 1993年，實施「十年兵力精簡案」精實案，金門駐軍分兩個梯次實施組織調整。1994年1月起，原編制三個步兵旅，三七九(轄一至三實兵營)、三八〇(轄四至六實兵營)及三八一旅(轄七至九實兵營)，縮併為三八〇旅及三八一旅，其中，原一至八實兵營縮併為六個實兵營(381有1至7營)，另原九營實兵營改為七營基幹營，隸屬三八381旅，負責各單位到金新兵之訓練，由原九營軍士官與部分業務士兵組成；師所屬四個砲兵營縮併成三個(原本砲兵營有五〇五、五〇六、五〇七及五〇八營，砲兵五〇五營裁編，砲一連改編成砲兵五〇七營砲三連.砲二連改編成砲兵五〇六營砲三連)；後勤單位也依「精實後勤體制案」實施精簡，如師屬通信營縮編為通信連、工兵營縮編為工兵連、戰車營縮編為戰車連等。
- 1997年，因應精實案裁撤步三營、步六營及砲兵五〇八營。
- 1999年4月1日，因應精實案於金門金西改編為步兵一二七旅。

### 精進時期
- 2007年4月1日，因應精進案改編為金西守備大隊。

### 精粹時期
- 2014年4月1日，金東、金西守備隊併編為金門守備大隊，編階為上校大隊長。